# ポートエンジェルス (ワシントン州)
ポートエンジェルス（Port Angeles）は、アメリカ合衆国ワシントン州北西部に位置する都市。人口は1万9960人（2020年）。オリンピック半島の北海岸中央部に位置し、同半島における中心都市となっている。市にはオリンピック国立公園の管理局が置かれており、同公園への玄関口となっている。
- 座標北緯48度6分47秒 西経123度26分27秒 / 北緯48.11306度 西経123.44083度

## 概要
ポートエンジェルスはアメリカ合衆国とカナダの国境になっているファンデフカ海峡に面している。山が海に迫る地形のため水深が深いのに加え、市の西側から東に向かって形成されている砂嘴が天然の防波堤の役割を果たしており、天然の良港となっている。海峡の対岸に浮かぶバンクーバー島の南端に位置するカナダ・ブリティッシュコロンビア州の州都ビクトリアとは直線距離で約37kmである。オリンピック半島では最大の都市であり、ポートエンジェルスに郡庁を置くクララム郡1郡からなるポートエンジェルス都市圏の人口は約8万人である。

## 地理
市域の総面積は163.3km²（63.1mi²）に及ぶが、その84.0%にあたる137.2km²（53.0mi²）は水域で、陸地は26.1km²（10.1mi²）にとどまる（アメリカ合衆国国勢調査局調べ）。市域と市街地は海岸線と国道101号線に沿って、東西に細長く広がっている。

## 歴史
1791年、スペイン人将校フランシスコ・デ・エリザは太平洋岸北西部を探検中にこの地に上陸し、Puerto de Nuestra Señora de los Ángeles（我らが貴婦人の天使の港）と名付けた。しかし、19世紀中盤になると、その名は短縮され、英語化されて現在の「ポートエンジェルス」になった。20世紀に入ると、ポートエンジェルスは製材業で栄えた。

## 交通

### 航空
ポートエンジェルスの中心部から西へ約5.5kmには、ポートエンジェルスの玄関口となるウィリアム・R・フェアチャイルド国際空港が立地している。この空港にはシアトルのボーイング・フィールドからケンモア航空による便が1日7便運航されているが、ほとんどはゼネラル・アビエーションと呼ばれる、自家用機やチャーター機等の発着が主となっている空港である。シアトル・タコマ国際空港へは、ピュージェット湾を回って車で2時間半前後を要する。

### 船便
ポートエンジェルスとカナダのビクトリアとの間には、夏季には1日最大4便、冬季には1日2便のフェリーの便があり、所要90分で結ばれている。

## 気候
ポートエンジェルスの夏は冷涼で、最も気温の高い7月でも平均気温は16℃、最高気温の平均は19℃程度である。一方、冬は緯度の割には温暖で、最も寒い1月でも平均気温は3℃、最低気温の平均は0℃で、氷点下に気温が下がることがたまにある程度である。11月から2月にかけては雨が多く、月間80-120mm程度の降水がある。ただし、降雪はあまり多くなく、降水のほとんどは雨によるものである。一方、5月から9月にかけては乾燥しており、月間降水量が30mmを下回る。ケッペンの気候区分では、ポートエンジェルスは地中海性気候（Csb）に属する。
|               | 1月   | 2月  | 3月  | 4月  | 5月  | 6月  | 7月  | 8月  | 9月  | 10月 | 11月 | 12月  | 年    |
| ------------- | ----- | ---- | ---- | ---- | ---- | ---- | ---- | ---- | ---- | ---- | ---- | ----- | ----- |
| 平均気温（℃） | 3.3   | 4.4  | 5.6  | 7.8  | 10.6 | 12.8 | 15.6 | 15.6 | 12.8 | 9.4  | 6.1  | 4.4   | 8.9   |
| 降水量（mm）  | 106.7 | 81.3 | 53.3 | 33.0 | 25.4 | 22.9 | 12.7 | 15.2 | 33.0 | 61.0 | 96.5 | 116.8 | 657.8 |

## 姉妹都市
ポートエンジェルスは日本の青森県むつ市と姉妹都市提携を結んでいる。1990年より両市は市民使節団・民間大使の派遣や高校生の交換留学などで交流しており、1995年5月にポートエンジェルス高校と青森県立田名部高等学校が姉妹校提携を締結、同年8月に両市は姉妹都市提携へと至った。

## 註
1. ↑  “Quickfacts.census.gov”. 2023年8月31日閲覧。
2. ↑  Olympic National Park. National Park Service.
3. ↑  Port Angeles Federal Building. U.S. General Services Administration. 2011年4月30日閲覧.
4. ↑  William R. Fairchild International Airport. Port of Port Angeles.
5. ↑  Fares and Schedules 2011. Black Ball Ferry Line. 2011年4月7日.
6. 1 2  Historical Weather for Port Angeles, Washington, United States of America. Weatherbase.com.
7. ↑  姉妹都市交流. むつ市.